# Сен-Жан-о-Буа (Арденны)
Сен-Жан-о-Буа́ (фр. Saint-Jean-aux-Bois) — коммуна во Франции, находится в регионе Шампань — Арденны. Департамент — Арденны. Входит в состав кантона Шомон-Порсьен. Округ коммуны — Ретель.
Код INSEE коммуны — 08382.
Коммуна расположена приблизительно в 175 км к северо-востоку от Парижа, в 90 км севернее Шалон-ан-Шампани, в 30 км к западу от Шарлевиль-Мезьера.

## Население
Население коммуны на 2008 год составляло 142 человека.
| 1962 | 1968 | 1975 | 1982 | 1990 | 1999 | 2008 |
| ---- | ---- | ---- | ---- | ---- | ---- | ---- |
| 225  | 246  | 201  | 161  | 139  | 138  | 142  |

## Администрация
| Период | Период | Фамилия       | Партия | Должность |
| ------ | ------ | ------------- | ------ | --------- |
| 2001   | 2008   | Мишель Дельво |        |           |
| 2008   |        | Ги Бертран    |        |           |

## Экономика
В 2007 году среди 80 человек в трудоспособном возрасте (15—64 лет) 47 были экономически активными, 33 — неактивными (показатель активности — 58,8 %, в 1999 году было 55,8 %). Из 47 активных работали 43 человека (28 мужчин и 15 женщин), безработных было 4 (1 мужчина и 3 женщины). Среди 33 неактивных 11 человек были учениками или студентами, 7 — пенсионерами, 15 были неактивными по другим причинам.

## Достопримечательности
- Крытый рынок (1753 год). Памятник истории с 1981 года.[3]

## Фотогалерея
- Церковь
- Крытый рынок
- Мэрия
- Памятник погибшим в Первой мировой войне